# حريق عبارة بنجلاديش 2021
حريق عبارة بنجلاديش 2021 في 24 ديسمبر 2021 اشتعلت النيران في عبارة الركاب MV Avijan-10 في نهر سوغاندها، بالقرب من بلدة جالوكاتي بنغلاديش. وأسفر الحادث عن مقتل ما لا يقل عن 40 شخصًا وإصابة أكثر من 100. تم الإبلاغ عن عدة آخرين في عداد المفقودين.

## خلفية
ما يقرب من 30 في المائة من البنغاليين يسافرون عبر الأنهار، وخاصة بين الفقراء منهم. حوادث العبارات شائعة في البلاد، والتي «غالبًا ما تُلقى باللوم على الاكتظاظ أو تراخي قواعد السلامة».

## الحادثة
كانت العبارة ذات الثلاثة طوابق متجهة من دكا إلى بارجونا. كانت سعتها 310 لكنها كانت تقل أكثر من 500 راكب، كان العديد منهم عائدين إلى ديارهم لقضاء عطلة نهاية الأسبوع. اندلع الحريق حوالي الساعة 3 صباحًا عندما كان العديد من الركاب نائمين قبالة ساحل جالوكاتي على نهر سوغاندها. بحسب نائب مدير الإطفاء والدفاع المدني في بريشال كمال الدين بويان فإن الحريق اندلع في غرفة المحركات وانتشر بسرعة إلى أجزاء أخرى من العبارة.
ذكر أحد الركاب أن العبارة كانت تعاني من مشاكل في المحرك قبل اندلاع الحريق. امتلأ المحرك فيما بعد بالدخان. قفز بعض الركاب في النهر وسبحوا إلى الشاطئ هربًا من الحريق. ذكرت صحيفة ديلي ستار أن 15 وحدة إطفاء وصلت إلى مكان الحادث في غضون 50 دقيقة من الحريق، وتم السيطرة على الوضع في الساعة 5.20 صباحًا. أدى الضباب الكثيف إلى إعاقة عمليات الإنقاذ.
وفقًا لمسؤول محلي كان لابد من إرساء القارب على ضفة نهر لقرية دياكول القريبة. صرح زوهار علي مدير المنطقة أن الحريق استغرق 4-5 ساعات قبل إخماده. واستغرق الهيكل 8 ساعات أخرى حتى يبرد. وصرح قائد الشرطة المحلية معين الإسلام أنه تم العثور على 37 جثة. معظم الضحايا إما ماتوا من الحريق أو غرقوا أثناء هروبهم. تم نقل 70 راكبًا مصابًا إلى المستشفى، سبعة منهم أصيبوا بحروق شديدة وحالتهم حرجة. ارتفع عدد القتلى إلى 40 في اليوم التالي.

## ما بعد الحادثة
بعد الحادث شكلت الحكومة لجنة خاصة للتحقيق في الحريق والإبلاغ عن النتائج في غضون ثلاثة أيام.
وفقًا لصحيفة ديلي ستار فشل ربان القارب في إرساء عملية الإطلاق بشكل صحيح بعد تعطل المحركات، وترك السفينة دون أن يسقط المرساة. ثم انجرف الإطلاق باتجاه مجرى النهر لأكثر من 30 دقيقة قبل أن يتوقف بالقرب من دياكول. كما تم إغلاق البوابة الرئيسية للإطلاق، مما منع الناس من الهروب. بالإضافة إلى ذلك قال المسؤولون في مكتب باريشال التابع لهيئة النقل المائي الداخلي في بنغلاديش إن الإطلاق كان من المفترض أن يكون لخبير من الدرجة الأولى، ولكن بدلاً من ذلك كان لديه اثنان من الماجستير من الدرجة الثانية.
تم افتراض أن عطل المحرك هو سبب الحريق. تم استبدال المحركين السابقين على السفينة من قبل مالك السفينة حنجلال شيخ في نوفمبر لقلة كفاءة الوقود دون الحصول على إذن أو إبلاغ إدارة الشحن بالتغييرات. ذكر المالك أنه لم يكن يعلم أن الإذن مطلوب. كان يُعتقد أن عطل المحرك قد بدأ كمشكلة بسيطة، ثم تطورت بعد ذلك بعد أن لم يصلحها أحد.